# Геймаей

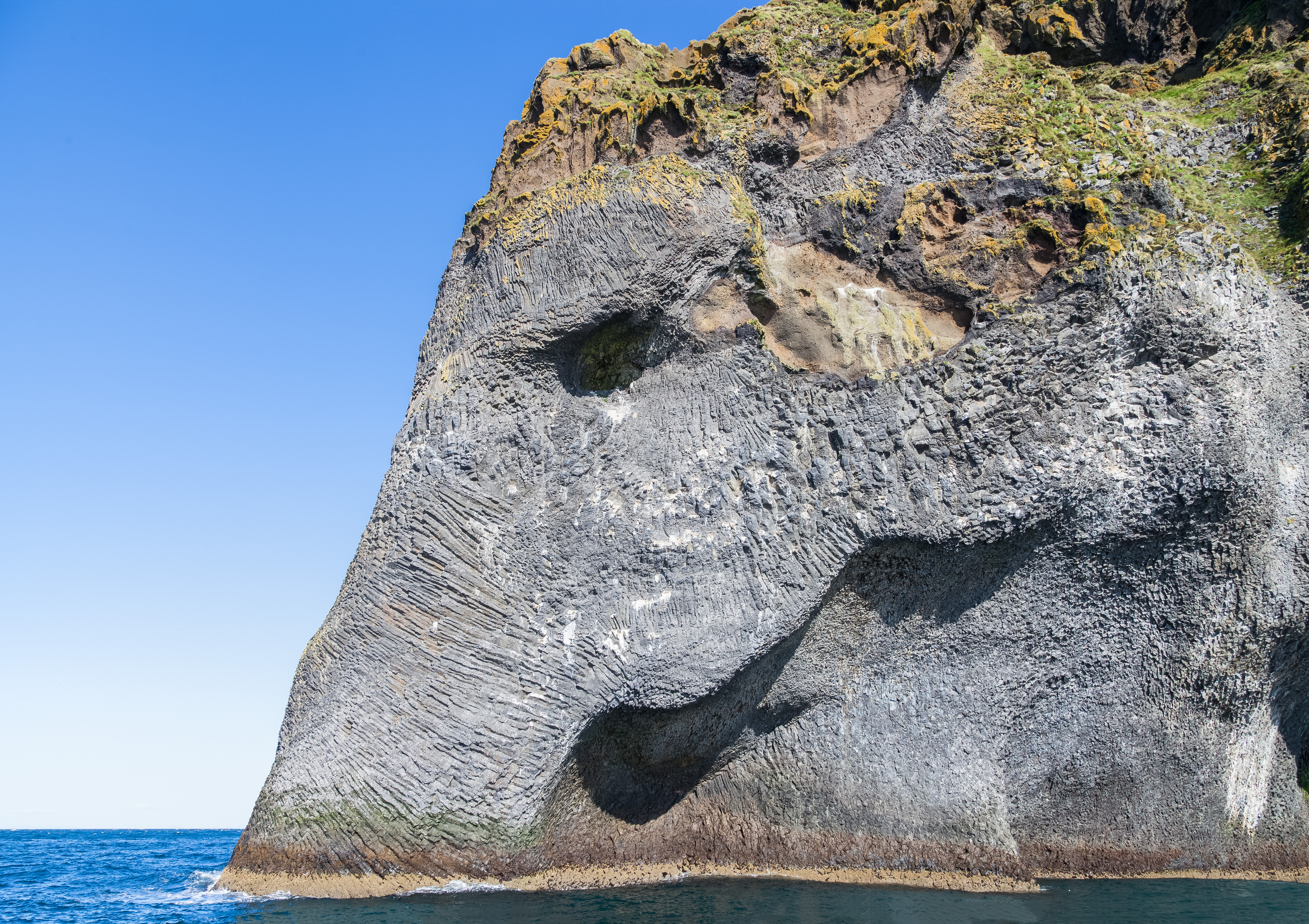
Голова Слона, природне скельне утворення

Геймаей (ісл. Heimaey) — острів в Ісландії. Утворився в результаті діяльності вулканічного комплексу Вестманнаейяр.

## Географія
Острів Геймаей знаходиться на південь від Ісландії, в Атлантичному океані, і є найбільшим і єдиним постійно жилим островом в групі Вестманнових островів. Площа острова Геймаей становить 13,4 км². Чисельність населення — 4040 чоловік (на 1 грудня 2007 року). Геймаей є також найбільшим з усіх прибережних островів Ісландії.

## Історія
У січні 1973 року, внаслідок виверження нового вулкана, Ельдфетль, в безпосередній близькості від міста Геймаей, все населення острова було терміново евакуйовано на кораблях місцевої риболовецької флотилії, а саме місто було покрите багатометровим шаром чорного попелу. Вогненна лава поступово стікала в гавань острова і, завмерши, створила додатковий захист для порту від океанських хвиль. Після цієї події Місто Геймаей отримало у ісландців назву «Північних Помпей» (Pompei Norðursins).

## Економіка і транспорт
Основне заняття місцевих жителів — рибальство. Дістатися на острів Геймаей можна повітрям або на поромі, який постійно курсує між островом та Ісландією.